# La matanza (película)
La matanza es una película muda dirigida por D. W. Griffith en 1914.

## Sinopsis
Un explorador del ejército, Stephen (Wilfred Lucas), le pide a una mujer joven (Claire McDowell) casarse con él, sólo para descubrir que ella ama a otro hombre. Stephen vuelve a unirse al ejército, mientras que los otros dos se casan y tienen un hijo. Dos años más tarde la joven familia se dirige al oeste en un tren, mientras que el explorador toma parte en un ataque brutal contra un pueblo indio, que deja a los sobrevivientes sedientos de venganza. A medida que el tren, incluyendo la joven familia, se adentra en territorio peligroso, Stephen forma parte de la escolta militar que se le asigna para protegerlo. No mucho tiempo después, cuando los vagones se detienen para montar un campamento, los indios ingenian un ataque en el campamento cuidadosamente planificado.

## Reparto
| Actor               | Personaje                                        |
| ------------------- | ------------------------------------------------ |
| Wilfred Lucas       | Stephen                                          |
| Blanche Sweet       | La tutora de Stephen                             |
| Charles West        | El marido de la tutora de Stephen                |
| Alfred Paget        | El jefe indio                                    |
| Lionel Barrymore    |                                                  |
| Charles Craig       |                                                  |
| Edward Dillon       | John Randolph - En el prólogo / En la caballería |
| Charles Gorman      | En la caballería                                 |
| Robert Harron       | En la caballería                                 |
| Dell Henderson      | En el tren                                       |
| Harry Hyde          | En el tren                                       |
| J. Jiquel Lanoe     | En el tren                                       |
| Charles Hill Mailes | En el tren                                       |
| Claire McDowell     | La chica guapa de Stephen, en el prólogo         |
| W. Chrystie Miller  | En el tren                                       |
| Frank Opperman      | El viejo colono                                  |
| Jack Pickford       | El chico joven                                   |
| W.C. Robinson       | Entre indios                                     |
| Kate Toncray        | La sirviente, en el prólogo                      |